# Knurów
Knurów (udtale: [ˈknuruf]  ( hør); tysk: Knurow;)  er en by i den  sydlige  del af  voivodskabet Schlesien i  det sydlige Polen. Byen   har 36.498(2021) indbyggere og et areal på	33,95 km², og er et selvstændigt   bypowiat. Knurów ligger i det schlesiske højland ved floden Bierawka, en biflod til Oder.

## Historie
Knuróws historie som by er forholdsvis kort, da den først fik byrettigheder i 1951, hvor også bygderne Krywałd og Szczygłowice (pl) blev inkluderet som distrikter  inden for byens areal. Knuróws eksistens kan dog spores tilbage så langt tilbage som ca. 1295-1305, da den blev nævnt i krøniken Liber fundationis episcopatus Vratislaviensis, og var en del af det Piast-regerede Kongeriget Polen . Det blev dengang nævnt som Knauersdorf eller Cnurowicz, og senere hovedsageligt nævnt i dokumenter under dets nuværende navn. Senere var det også en del af Kongeriget Bøhmen (Tjekkiet), Kongeriget Preussen og det tyske Kejserrige. Gennem århundreder var Knurów en privat landsby, og blandt dens ejere var familierne Goszycki, Węgierski og Paczyński. Byen voksede hurtigt i slutningen af det 18. århundrede, under den industrielle revolution, og der blev fundet store kulreserver i området. I slutningen af 1800-tallet havde bebyggelsen 776 indbyggere. I 1904 blev den første mineskakt  åbnet, og i 1908-1909 blev der bygget en jernbanelinje, der forbinder Knurów med Rybnik. I 1912 fandt den første strejke sted ved den lokale mine.